# الی پمبرتون
الی پمبرتون (انگلیسی: Eli Pemberton؛ زادهٔ ۳۱ مهٔ ۱۹۹۷) بازیکن بسکتبال اهل ایالات متحده آمریکا است.
وی در مسابقات کشوری و بین‌المللی در مجموع برندهٔ ۱ مدال برنز شده‌است.